# Yan Haibin
Yan Haibin, född 8 januari 2003, är en friidrottare från Kina. Han deltog vid olympiska sommarspelen 2020.